# Arthur Albiston
Arthur Richard Albiston  (* 14. Juli 1957 in Edinburgh) ist ein schottischer Fußballspieler und Fußballtrainer.

## Karriere

### Spielerkarriere
Der Defensivspieler kam im Juli 1972 zu Manchester United. Seinen ersten Profivertrag unterschrieb Albiston im Juli 1974. Sein Debüt für United gab Albiston bei einem League-Cup-Spiel gegen den Lokalrivalen Manchester City 1974. Er spielte vor allem auf der Position des linken Verteidigers. Der Brite gewann mit Manchester United 1977, 1983 und 1985 den FA Cup. Im August 1988 wechselte der Schotte zu West Bromwich Albion, wo sein Ex-Trainer Ron Atkinson arbeitete. Nach nur einer Saison bei den Hawthorns wechselte er zu Dundee United, danach zu FC Chesterfield, Chester City und Molde FK in Norwegen. International spielte Albiston 14 Mal für Schottland. Sein Debüt gab er am 14. Oktober 1981 gegen die nordirische Auswahl. Albiston war Mitglied der Schottischen Auswahl zur Fußball-Weltmeisterschaft 1986  in Mexiko. Er wurde dort ein Mal eingesetzt, beim 0:0 gegen die ungarische Fußballnationalmannschaft. Schottland schied in der Gruppenphase als Gruppenletzter aus.

### Weitere Karriere
Nach seinem Karriereende als Spieler wurde Albiston Trainer des FC Droylsden (1996–1997) und Jugendtrainer bei Manchester United (2000–2004). Weiters arbeitete der Schotte als Kolumnist für den Manchester Independent.

### Erfolge
- drei Mal englischer Pokalsieger (1977, 1983, 1985)
- Teilnahme an der Fußball-Weltmeisterschaft 1986 in Mexiko mit Schottland (ein Einsatz)